# Джон Спіллейн
Джон Спіллейн (англ. John Spillane, 1961, Корк) — ірландський співак і автор пісень.
Закінчив Університетський коледж Корка за спеціальністю ірландської та англійської мов.

## Дискографія
- I Won't Be Afraid Anymore (1996)
- Set You Free (met Nomos 1997)
- The Wells of the World (1997)
- Will We Be Brilliant Or What (2002)
- Hey Dreamer (2005)
- The Gaelic Hit Factory (2006)
- Irish Songs We Learned at School (2008)